# Confine tra Ciad e Repubblica Centrafricana
Il confine tra il Ciad e la Repubblica Centrafricana ha una lunghezza di 1556 km e parte dal triplice confine con il Camerun a ovest, al triplice confine con il Sudan a est.

## Descrizione
Il confine inizia a ovest al triplice confine con il Camerun, situato nel fiume Mbéré circa 15 km (9 m) a nord-est della città centroafricana di Mbéré. Due brevi rettilinei procedono poi verso est, prima di raggiungere il fiume Lébé; il confine procede poi verso est utilizzando i seguenti fiumi: Ouaraouassi, Eréké, Pendé, Taibo, Bokola e il Nana Barya, fino a quando quest'ultimo si unisce al fiume Ouham. Tre linee rette formano poi una sezione terrestre del confine, fino a raggiungere il fiume Petit Sido, dopodiché segue i seguenti fiumi fino al triplice confine sudanese: Grand Sido, Chari, Bahr Aouk, Samoybayn (noto anche come Madeam), Aoukalé e il Mare de Tizi.

## Storia
Il confine emerse per la prima volta durante la Spartizione dell'Africa, un periodo di intensa competizione tra le potenze europee nel tardo XIX secolo per il controllo dei territori in Africa. Il processo culminò nella Conferenza di Berlino del 1884, in cui le nazioni europee interessate concordarono sulle rispettive rivendicazioni territoriali e sulle regole degli impegni futuri. Come risultato di ciò, la Francia ottenne il controllo dell'alta valle del fiume Niger (più o meno equivalente alle aree attuali del Mali e del Niger), e anche le terre esplorate da Pierre Savorgnan de Brazzà per la Francia in Africa centrale (più o meno equivalenti al moderno Gabon e Congo-Brazzaville). Da queste basi i francesi esplorarono ulteriormente l'interno, collegando infine le due aree in seguito alle spedizioni dell'aprile 1900 che si unirono a Kousséri, nell'estremo nord del moderno Camerun. Queste regioni appena conquistate furono inizialmente governate come territori militari. Nel 1903 le aree che ora compongono il Gabon e il Congo-Brazzaville (allora chiamato Moyen-Congo, o Congo centrale) furono unite come Congo francese (in seguito diviso), con le aree più a nord organizzate in Ubangi-Sciari (la moderna Repubblica Centrafricana) e il Territorio militare del Ciad; le ultime due aree furono fuse nel 1906 come Ubangi-Shari-Ciad. Nel 1914 il Ciad si staccò dall'Ubangi-Sciari e divenne una colonia separata all'interno dell'AEF. In questo periodo due principali aree della colonie francesi furono organizzate in colonie federali dell'Africa Occidentale Francese (Afrique occidentale française, abbreviato AOF) e dell'Africa Equatoriale Francese (Afrique équatoriale française, AEF). Prima della seconda guerra mondiale il confine tra Ubangi-Shari e Ciad era allineato in modo diverso, con vaste aree del Ciad sud-occidentale incluse all'interno dell'Ubangi-Sciari (comprese le grandi città di Moundou e Sarh) e le aree dell'attuale prefettura centrafricana di Vakaga all'interno del Ciad. Sembra che gli attuali allineamenti siano stati finalizzati all'inizio degli anni '40. La Francia gradualmente cominciò a concedere più diritti politici e rappresentanza per i territori costituenti delle due federazioni africane, culminando nella concessione di un'ampia autonomia interna a ciascuna colonia nel 1958 nel quadro della comunità francese. Alla fine, nell'agosto 1960, sia il Ciad che la Repubblica Centrafricana dichiararono la piena indipendenza e la loro reciproca frontiera divenne così una frontiera internazionale tra due stati indipendenti.
Dal 2003 il confine è stato attraversato da migliaia di rifugiati centrafricani in fuga dalla prima guerra civile centrafricana e successivamente dalla seconda guerra civile centrafricana L'esercito ciadiano ha attualmente una forte presenza nella Repubblica Centrafricana e ha ripetutamente attraversato il confine nel tentativo di proteggerlo.

## Insediamenti vicino al confine

### Repubblica Centrafricana
- Gaoundaye
- Nzakoundou
- Marcounda
- Bélé
- Maissou
- Maïtoukoulou
- Golongoso
- Garba

### Chad
- Bédara Lal
- Odoumia
- Goré
- Kaba
- Goubeti
- Gondey
- Tangaray
- Ngoide
- Makoua
- Kouga
- Dangaousi